# Andreas Radovan
Andreas Radovan (geboren um 1959 in Linz), auch Andy Radovan, ist ein österreichischer Gitarrist, Sänger und Komponist. Er komponierte die Musik für die Kultserie Kaisermühlen Blues und arbeitet am Wiener Burgtheater.

## Leben und Werk
Radovan beschloss bereits im Alter von fünf Jahren, Musiker zu werden. Als er zehn Jahre alt war, wanderte seine Familie nach Südafrika aus. Dort erlebte er Rhythmus, Inspiration und Begeisterung für Musik und entschied sich für die Gitarre. Besonders prägte ihn der südafrikanische Jazz-Gitarrist Johnny Fourie (1937–2007). Mit 16 Jahren ging Radovan ans Berklee College of Music in Boston, 1978 übersiedelte er nach Wien. Dort war der Austropop im Aufschwung, und der junge Gitarrist arbeitete rasch für namhafte Gruppen und Solisten: Stefanie Werger, Ludwig Hirsch, Wolfgang Ambros, Falco, Umspannwerk und VSOP. 1980 wurde er als Gitarrist für Leonard Bernsteins Mass an die Wiener Staatsoper engagiert. Gemeinsam mit Georg Gabler komponierte und produzierte er für Alexander Goebel die Top-Ten-Hits "Sysiphus" und "Dieser Körper ist der nackte Wahnsinn". Mitte der 1980er Jahre begann eine intensive Zusammenarbeit mit Rainhard Fendrich, er wurde Bandmitglied, leitete von 1987 bis 1989 die Live-Auftritte Fendrichs und war auch noch an den Tourneen 2004 und 2006 beteiligt. Radovan arbeitete an 5 Fendrich-CDs mit, darunter Macho, Macho und I am from Austria.
1988 brachte Radovan sein erstes Solo-Album heraus: Profession. Mit dem Song Another day in paradise landete er einen Hit und erhielt die Auszeichnung "Album of the year" von Ö3. 1989 erschien das in Südafrika produzierte Folgealbum Naked Heart. Ab 1992 verantwortete er gemeinsam mit Arthur Lauber die Musik zur Kultserie Kaisermühlen Blues und gab ihr auch den charakteristischen Gitarrensound. Es folgten weitere Projekte für Film und Fernsehen, vor allem in Zusammenarbeit mit dem Regisseur Reinhard Schwabenitzky, darunter 2010 Eine Couch für alle. Eine langjährige Zusammenarbeit verband ihn auch mit der österreichischen TV-Show Starmania, er arrangierte und produzierte eine Reihe von Playbacks u. a. Hof Stuff für Christina Stürmer, Für mich soll's rote Rosen regnen für Vera Böhnisch oder Herz wia a Bergwerk für Felicitas-Zoe Neubersch. Darüber hinaus übernahm er auch das Sound Design für Unternehmen und Werbung sowie die musikalische Konzeption und Leitung von Events.
Im Jahr 2000 begann Radovans Arbeit am Wiener Burgtheater – als Gitarrist, fallweise auch als Akkordeonist und Vokalist. Seither trat er regelmäßig an Österreichs bedeutendster Sprechtheater-Bühne auf, beispielsweise in Reineke Fuchs (2000), Wildes Wetter (2009), Der Zauberer von Oz (2010), Zwischenfälle (Regie: Andrea Breth, 2011), In 80 Tagen um die Welt (2012), Über'd Häusa und Spatz und Engel (2013), zuletzt gemeinsam mit Matthias Jakisic in der Uraufführung von Maja Haderlaps Engel des Vergessens (Regie von Georg Schmiedleitner) am Akademietheater (2015). Seit 2006 komponiert und produziert er für den damals von Nina Blum neu gegründeten Märchensommer Niederösterreich Songs und CDs. Er arbeitete aber auch für die Schlossspiele Kobersdorf und das Landestheater Niederösterreich, geleitet von der künftigen Salzburger Schauspieldirektorin Bettina Hering.
Andreas Radovan lebt mit seiner Frau und vier Töchtern in St. Pölten. Der Jazzmusiker Christian Radovan ist sein jüngerer Bruder.

## Diskografie
- 1988: Profession
- 1989: Naked heart

## Filmografie
- 2021: Stadtkomödie – Man kann nicht alles haben (Fernsehreihe)